# V.23

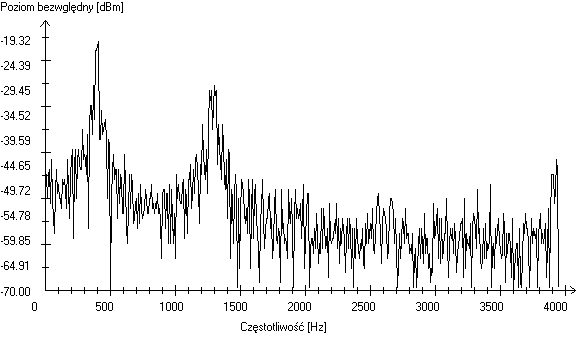
Widmo sygnału modemu pracującego wg zalecenia V.23 z prędkością 1200 bit/s na typowej linii telefonicznej o szerokości pasma przepustowego równego 4 kHz.

V.23 – standard transmisji danych rekomendowany przez ITU-T, charakteryzujący się naprzemienną transmisją dwukierunkową pomiędzy dwoma analogowymi modemami wdzwanianymi (połączenie wdzwaniane, ang. dial-up). W modulacji użyte jest kluczowanie FSK przy prędkość transmisji do 600 lub 1200 baud przy czym przepustowość łącza może wynosić odpowiednio do 600 lub 1200 bit/s. Opcjonalny kanał transmisji zwrotnej ma przepustowość 75 bit/s.